# 任翔宇
任翔宇（1998年10月23日—），中国男子羽毛球运动员。就讀华侨大学。

## 簡歷
任翔宇出生於泸州，曾在泸州市业余体校接受训练。随后，他先后在四川、天津、广东等地训练，参加各类比赛，及至2016年进入中国国家羽毛球队。
2015年7月，任翔宇代表中国国家羽毛球队參加泰國曼谷舉行的亞洲青年羽毛球錦標賽，與谭强合作贏得男子雙打季軍。
2016年11月，任翔宇代表中国国家羽毛球队參加西班牙畢爾包舉行的世界青年羽毛球錦標賽，與樊秋月合作贏得男子雙打季軍。
2018年6月，任翔宇出戰美國羽毛球公開賽，與欧烜屹合作贏得男子雙打比賽冠軍。

## 主要比賽成績
只列出曾進入準決賽的國際賽事成績：
| 年份   | 賽事                         | 公開賽級別 | 項目     | 搭檔   | 成績   |
| ------ | ---------------------------- | ---------- | -------- | ------ | ------ |
| 2015年 | 亞洲青年羽毛球錦標賽         | 其他       | 混合團體 | －     | 冠軍   |
| 2015年 | 亞洲青年羽毛球錦標賽         | 其他       | 男子雙打 | 谭强   | 季軍   |
| 2015年 | 世界青年羽毛球錦標賽         | 其他       | 混合團體 | －     | 冠軍   |
| 2016年 | 中國羽毛球國際挑戰賽         | 國際挑戰賽 | 男子雙打 | 樊秋月 | 準決賽 |
| 2016年 | 亞洲青年羽毛球錦標賽         | 其他       | 混合團體 | －     | 冠軍   |
| 2016年 | 亞洲青年羽毛球錦標賽         | 其他       | 男子雙打 | 樊秋月 | 季軍   |
| 2016年 | 世界青年羽毛球錦標賽         | 其他       | 混合團體 | －     | 冠軍   |
| 2016年 | 世界青年羽毛球錦標賽         | 其他       | 男子雙打 | 樊秋月 | 季軍   |
| 2018年 | 美國羽毛球公開賽             | 超級300賽  | 男子雙打 | 欧烜屹 | 冠軍   |
| 2018年 | 新加坡羽毛球公開賽           | 超級500賽  | 男子雙打 | 欧烜屹 | 亞軍   |
| 2018年 | 世界大学生羽毛球锦标赛       | 其他       | 混合團體 | －     | 亞軍   |
| 2018年 | 世界大学生羽毛球锦标赛       | 其他       | 男子雙打 | 黃凱祥 | 季軍   |
| 2018年 | 世界大学生羽毛球锦标赛       | 其他       | 混合雙打 | 譚越   | 季軍   |
| 2019年 | 中國陵水羽毛球大師賽         | 超級100賽  | 男子雙打 | 欧烜屹 | 亞軍   |
| 2019年 | 白俄羅斯羽毛球國際賽         | 國際系列賽 | 混合雙打 | 周超敏 | 冠軍   |
| 2019年 | 薩洛盧羽毛球公開賽           | 超級100賽  | 混合雙打 | 周超敏 | 亞軍   |
| 2022年 | 越南羽毛球公開賽             | 超級100賽  | 男子雙打 | 譚強   | 冠軍   |
| 2023年 | 亞洲羽毛球混合團体錦標賽     | 其他       | 混合團体 | －     | 冠軍   |
| 2023年 | 瑞士羽毛球公開賽             | 超級300賽  | 男子雙打 | 譚強   | 亞軍   |
| 2023年 | 西班牙馬德里羽毛球大師賽     | 超級300賽  | 男子双打 | 譚強   | 準決賽 |
| 2023年 | 夏季世界大學運動會羽毛球比賽 | 其他       | 混合團體 | －     | 銀牌   |
| 2023年 | 法國羽毛球公開賽             | 超級750賽  | 男子雙打 | 何济霆 | 準決賽 |
| 2023年 | 日本熊本羽毛球大師賽         | 超級500賽  | 男子雙打 | 何济霆 | 冠軍   |
| 2023年 | 中國羽毛球大師賽             | 超級750賽  | 男子雙打 | 何济霆 | 準決賽 |
| 2024年 | 泰國羽毛球大師賽             | 超級300賽  | 男子雙打 | 何济霆 | 冠軍   |
| 2024年 | 亞洲羽毛球團體錦標賽         | 其他       | 男子團體 | －     | 冠軍   |
| 2024年 | 德國羽毛球公開賽             | 超級300賽  | 男子雙打 | 何濟霆 | 亞軍   |
| 2024年 | 汤姆斯盃                     | 其他       | 男子團體 | －     | 冠軍   |
| 2024年 | 馬來西亞羽毛球大師賽         | 超級500賽  | 男子雙打 | 何濟霆 | 準決賽 |
| 2024年 | 新加坡羽毛球公開賽           | 超級750賽  | 男子雙打 | 何濟霆 | 冠軍   |
| 2024年 | 澳洲羽毛球公開賽             | 超級500賽  | 男子雙打 | 何濟霆 | 冠軍   |
| 2024年 | 中國羽毛球公開賽             | 超級1000賽 | 男子雙打 | 何濟霆 | 亞軍   |
| 2024年 | 中國羽毛球大師賽             | 超級750賽  | 男子雙打 | 何濟霆 | 準決賽 |
| 2025年 | 全英羽毛球公開賽             | 超級1000賽 | 男子雙打 | 何濟霆 | 準決賽 |

| 2007-2017年 | 首要超級賽 | 超級賽 | 黃金大獎賽 | 大獎賽 | 國際挑戰賽 | 國際系列賽 | 未來系列賽 | 其他 |

| 2018-2026年 | 總決賽 | 超級1000賽 | 超級750賽 | 超級500賽 | 超級300賽 | 超級100賽 | 國際挑戰賽 | 國際系列賽 | 未來系列賽 | 其他 |

### 奧運會和世錦賽參賽紀錄
|          | 搭檔 | 2023 |
| -------- | ---- | ---- |
| 男子雙打 | 譚強 | 32強 |

### 世界冠軍頭銜
何翔宇在羽毛球生涯中共奪得1項羽毛球世界冠軍頭銜。
| 賽事     | 奪冠次數 | 年份               |
| -------- | -------- | ------------------ |
| 湯姆斯盃 | 1        | 2024年（男子團體） |
| 總計     | 1        |                    |